# 二硅化钆
二硅化钆是一种无机化合物，化学式为GdSi2。它可由钆和硅在汞存在下加热反应制得，反应结束后汞通过蒸馏除去。硅化镁和氯化钆反应，也有二硅化钆生成。它在加热时易被氧化，这限制了它的应用。